# Shidō Munan
Shidō Munan (ur. 1603, zm. 1676; jap. 至道無難) – japoński mistrz zen szkoły rinzai, prekursor nowego rinzai.

## Życiorys
Był najstarszym synem właściciela karczmy w okolicy Sekigahary w Minu (Gifu). Już jako dziecko wykazywał intelektualną bystrość połączoną z zainteresowaniem religią. Opanował japońskie sylabiczne pismo kana oraz artystyczną kursywę pisma trawiastego - sōsho. Jako najstarszy syn był także przygotowywany do prowadzenia rodzinnego interesu.
Ponieważ mistrz zen Gudō Tōshoku odpowiadał za jeden z klasztorów w okolicy Sekigahary, bywał tam od czasu do czasu i wtedy zatrzymywał się w zajeździe rodziny Munana. Zwrócił uwagę na bystrego, o szerokich zainteresowaniach, chłopca.
Gdy miał 14 lat ojciec zabrał go z sobą do Kioto. W czasie podróży mijali okolice wyniszczone przez wojnę, co wywarło na chłopcu wielkie i przygnębiające wrażenie. Po przybyciu do Kioto chłopiec odnowił kontakt z mistrzem Gūdo Tōshoku i został jego świeckim uczniem.
W systemie nauczania szkoły rinzai najpierw stosowano susokkan, czyli liczenie oddechów, w celu osiągnięcia pewnego stopnia koncentracji. Następnym etapem było skupienie się na oddychaniu bez liczenia oddechów. Gdy nauczyciel uważał, że uczeń jest gotowy, przypisywał mu jakiś kōan. Gudō przeznaczył dla Munana wers z wiersza Huinenga "od samego początku nic nie istnieje".
Jednak przed ukończeniem treningu zen Munan musiał udać się do Sekigahary, aby podjąć obowiązki w zajeździe. Za każdym razem, gdy mistrz był w tej okolicy odwiedzał chłopca i sprawdzał jego postępy. Tak minęło kilka dekad. Chłopiec dorósł, ożenił się, odziedziczył interes i całkowicie odszedł od praktyki zen rozwijając swoje zainteresowania w kierunku picia sake i hazardu.
Około 1656 roku Gudō po raz kolejny odwiedził dom swojego byłego ucznia i dowiedział się od żony, że mąż po alkoholu robi się agresywny i lepiej rodzinie byłoby bez niego. Gudō powiedział, że zaczeka na powrót męża. Poprosił o butelkę sake i dwie czarki i czekał na jego powrót siedząc w medytacji. Gdy Munan wszedł pijany do domu Gudō zaproponował mu wspólne picie w wyniku którego Munan zasnął na podłodze. Rankiem, gdy się obudził, zobaczył swojego nauczyciela siedzącego w medytacji. "Obudziłeś się, a więc mogę już powrócić do stolicy" - powiedział Gudō. Skacowany Munan coś wybełkotał w odpowiedzi. Gudō wkładając sandały powiedział: "Wiesz co, ludzkie życie jest krótkie i wszystkie rzeczy przemijają. Gdy spędzasz twój czas na piciu i hazardzie, nie masz czasu na inne rzeczy, które mogą być ważniejsze. Poza tym, przynosisz smutek do rodziny i wszystkich, którzy zależą od ciebie". Zapłakany Munan obiecał natychmiastową poprawę i poprosił o zgodę na niesienie rzeczy mistrza. Wyruszyli razem w drogę. Po pewnym czasie Gudō powiedział, że powinien już wrócić do domu, ale mężczyzna powiedział, że odprowadzi go jeszcze kawałek. Sytuacja taka powtórzyła się parokrotnie, po czym Munan stwierdził, iż pójdzie z nim do Edo. Gdy dotarli do miasta, Munan ogolił głowę i w wieku 52 lat znalazł się w klasztorze. Otrzymał imię Shidō Munan.
Munan praktykował pod nadzorem Gudō w klasztorze Tōshoku, ponownie jako kōan otrzymał wers z wiersza Huinenga "od samego początku nic nie istnieje". Kilkuletnia praca nad nim zakończyła się sukcesem i Munan osiągnął oświecenie.
Gudō wyznaczył Munana swoim spadkobiercą i opuścił Edo. Munan zamieszkał w pustelni Tōhoku w dystrykcie Asabu w Edo. Prowadził bardzo ascetyczny tryb życia i przyjmował niewielu gości. Od małej grupy uczniów wymagał ascetyzmu i oddania się praktyce. Swoim uczniom mówił: "Jeśli wasza praktyka nie może być zakończona sukcesem, musicie powrócić do świeckiego życia". Wiedział o skorumpowaniu wielu kapłanów buddyjskich, więc tym bardziej wymagał od swoich uczniów wyplenienia wszelkich światowych namiętności. Bycie buddyjskim kapłanem nie było dla niego tylko ogoleniem głowy. Praktyka zazen (chiń. zuochan) i praktyka kōanowa były dla niego wydaniem wojny przeciwko namiętnościom, ponieważ uspokajają umysł.
Jego uczniowie naśladowali styl życia mistrza. Na swojego jedynego spadkobiercę wyznaczył Dōkyō Etana. Wkrótce ukończono budowę klasztoru Tōhoku i Munan odrzucił propozycję, aby został opatem założycielem. Na tę pozycję zarekomendował Dōkyō Etana, który jednak także odmówił. Ostatecznie opatem klasztoru został jeden z uczniów mistrza Gudō.
Resztę życia Munan spędził w pustelni Shidō (dawna pustelnia Tōhoku-an), jednak w 1673 roku została ona przeniesiona do innej części Edo - Koishikawy.
Shidō Munan zmarł w 1676 roku i został pochowany w Tōhoku-ji.

## Prace literackie
- Sokushin-ki (O umyśle)
- Jishō-ki (O własnej naturze)

## Linia przekazu Dharmy zen
Pierwsza liczba oznacza liczbę pokoleń od Pierwszego Patriarchy chan w Indiach Mahakaśjapy.
Druga liczba oznacza liczbę pokoleń od Pierwszego Patriarchy chan w Chinach Bodhidharmy.
Trzecia liczba oznacza początek nowej linii przekazu w innym kraju.
- 52/25. Songyuan Chongyue (1139–1209
  - 53/26. Wuming Huixin (bd)
    - 54/27. Lanxi Daolong (1213–1278)

  - 53/26. Yun’an Puyan (1156–1226)
    - 54/27. Xutang Zhiyu (1185–1269)
      - 55/28/1. Nampo Jōmyō (1235–1309) (także Shōmyō; Daiō Kokushi) Japonia. Szkoła rinzai.
        - 56/29/2. Hōō Soichi (1274–1357)
          - 57/30. Daichū Sōshin (bd)
            - 58/31. Gettan Sōkō (1326–1389)

        - 56/29. Shūhō Myōchō (1282–1338) (także Daitō Kokushi)
          - 57/30. Tettō Gikō (1295–1369)
          - 57/30. Kanzan Egen (także Muso Daishi) (1277–1360)
            - 58/31. Juō Sōhitsu (1296–1380)
              - 59/32. Muin Sōin (1326–1410)
                - 60/33. Nippo Soshun? (1368–1448) niepewny
                  - 61/34. Sekkō Sōshin (także Tozen) (1408–1486)
                    - 62/35. Tokūho Zenketsu (1419–1506)
                      - 63/36.
                        - 64/37.
                          - 65/38. Daigu Sōchiku (1584–1669)
                          - 65/38. Ungo Kiyō (1583–1659)

                    - 62/35. Tōyō Eichō (1429–1504)
                      - 63/36. Yozan Keiyo (bd) 
                        - 64/37. Gudō Tōshoku (1579–1676)
                          - 65/38. Kengan Zen’etsu (1623–1701)
                            - 66/39. Kogetsu Zenzai (1667–1751)
                              - 67/40. Gessen Zenne (1702–1781)
                                - 68/41. Sengai Gibon (1750–1837)

                          - 65/38. Isshi Monju (1608–1646)
                          - 65/38. Shidō Munan (Bunan) (1603–1676)
                            - 66/39. Dōkyō Etan (także Shōju Rojin) (1642–1721)
                              - 67/40. Hakuin Ekaku (1685–1768)